# Андаманская белозубка
Андаманская белозубка (Crocidura andamanensis) — вид млекопитающих рода Белозубки семейства Землеройковые. Эндемик Андаманских островов (Mount Harriet National Park; South Andaman Isl., Индия). Ночные животные, которые живут во влажных тропических вечнозелёных лесах: в подстилочном слое и расщелинах скал. Включены в «Международную Красную книгу» (англ. IUCN Red List of Threatened Animals) МСОП. Известны только по двум экземплярам: голотипу, по которому было сделано описание вида в начале прошлого века, и по недавно пойманному зверьку на горе Mount Harriet (South Andaman Island).